# 小木曾猪兵衛
小木曾 猪兵衛（おぎそ いへえ、文化12年1月23日（1815年3月3日） - 明治22年（1889年）9月3日）または小木曽 猪兵衛は、幕末維新期の一揆指導者。号は元亀。

## 経歴・人物
信濃国伊那郡今田村大平の村役人の家に生まれる。村の漢学者松尾享庵の教えを受け、25歳のときに江戸へ出て浅田宗伯に学ぶ。本業の百姓の傍ら寺子屋を開き、「大平のお師匠様」と呼ばれる。今田村など南山郷の36ヵ村が陸奥白河藩領になってからの年貢増に対し、安政2年（1855年）に同藩の市田代官所に訴え出るが、郡奉行務川忠兵衛によって捕らえられる。この経験から過去の一揆を研究。「佐倉義民伝」を講釈に仕立て、安政6年（1859年）綿密な計画により村々を組織し1600人余を蜂起させ、飯田藩の仲裁により、諸種の労役に対する天領並みの石代納要求を実現させた（南山一揆）。晩年は大宮八幡社の神官を務める。法名は教授院信宗元亀居士。